# Бокейран-ду-Пиауи

Бокейран-ду-Пиауи на карте штата.

Бокейран-ду-Пиауи (порт. Boqueirão do Piauí) — муниципалитет в Бразилии, входит в штат Пиауи. Составная часть мезорегиона Северо-центральная часть штата Пиауи. Входит в экономико-статистический микрорегион Кампу-Майор. Население составляет 6193 человек на 2010 год. Занимает площадь 278,297 км². Плотность населения — 22,25 чел./км².

## Демография
Согласно сведениям, собранным в ходе переписи 2010 г. Национальным институтом географии и статистики (IBGE), население муниципалитета составляет:
| Полное население                               | Полное население                               | Полное население                               | Полное население                               | 6193  |
| ---------------------------------------------- | ---------------------------------------------- | ---------------------------------------------- | ---------------------------------------------- | ----- |
| в том числе:                                   | Городское население                            | 2666                                           | Процент городского населения, %                | 43,05 |
|                                                | Сельское население                             | 3527                                           | Процент сельского населения, %                 | 56,95 |
|                                                | Мужское население                              | 3079                                           | Процент мужского населения, %                  | 49,72 |
|                                                | Женское население                              | 3114                                           | Процент женского населения, %                  | 50,28 |
| Плотность населения, чел/км²                   | Плотность населения, чел/км²                   | Плотность населения, чел/км²                   | Плотность населения, чел/км²                   | 22,25 |
| Население муниципалитета в % к населению штата | Население муниципалитета в % к населению штата | Население муниципалитета в % к населению штата | Население муниципалитета в % к населению штата | 0,20  |

По данным оценки 2016 года, население муниципалитета составляет 6380 жителей.

## Статистика
- Валовой внутренний продукт на 2003 год составляет 6 704 589,00 реалов (данные: Бразильский институт географии и статистики).
- Валовой внутренний продукт на душу населения на 2003 год составляет 1264,30 реалов (данные: Бразильский институт географии и статистики).
- Индекс развития человеческого потенциала на 2000 год составляет 0,566 (данные: Программа развития ООН).